# Мілонія Цезонія
Мілонія Цезонія (лат. Milonia Caesonia,  5 —  41) — четверта дружина римського імператора Калігули.

## Життєпис
Походила з плебейського роду Мілоніїв. Донька Мілонія Цезона, сенатора, та Вістілії. У першому шлюбі мала трьох доньок, а ім'я чоловіка невідомо. У 38—39 роках стала коханкою імператора Калігули й завагітніла від нього. Напочатку 40 року, в день народження доньки або за місяць до її народження, Калігула одружився з Цезонією, розлучившись із попередньою дружиною Лоллією.
Цезонія була старша Калігули та не відрізнялася красою, але, попри це, користувалася великою любов'ю чоловіка та мала значний вплив на нього. Калігула виводив її до військ поряд з собою верхи й у військовому одязі. Існували чутки, що Цезонія напоїла чоловіка любовним зіллям, яке,напевно викликало у нього безумство. 24 січня 41 року Цезонія була вбита змовниками на чолі із центуріоном Лупом водночас з Калігулою та їх спільною донькою. Перед смертю виявила мужність та гідність й лише повторювала, що попереджала Калігулу, а той її не послухав. Її слова тлумачили двояко: або вона вмовляла чоловіка пом'якшити правління та не озлоблювати громадян, або попереджала його про існування змови.

## Родина
1. Чоловік (ім'я невідоме).
Діти:
- три доньки

2. Гай Цезар Калігула, імператор у 37—41 роках.
Діти:
- Юлія Друзілла (39-41), була вбита раазом з батьками